# Danheiser-Benzanellierung
Die Danheiser-Benzanellierung ist eine Namensreaktion in der organischen Chemie. Die Reaktion ist nach dem US-amerikanischen Chemiker Rick L. Danheiser benannt, welcher 1984 erstmals über die Reaktion publizierte.

## Übersichtsreaktion
Bei der Danheiser-Benzanellierung reagiert ein substituiertes Alkin mit einem Cyclobutenon-Derivat zu einem mehrfach substituiertem Benzol. Die Reaktion verläuft regioselektiv über ein Vinylketen-Intermediat.
Beim R1-Rest kann es sich beispielsweise um H, CH3 oder einen n-Hexyl-Rest handeln. Bei den Resten R2, R3, R4 am Cyclobutenon kann es sich beispielsweise um H, CH3, Et, n-Bu oder Cl handeln.

## Reaktionsmechanismus
Nachfolgend wird ein möglicher Reaktionsmechanismus für die Danheiser-Benzanellierung dargestellt:
Aus dem Cyclobutenon 1 entsteht durch reversible Ringöffnung das Vinylketen 2. Im nächsten Reaktionsschritt erfolgt eine regiospezifische [2+2]-Cycloaddition am substituierten Ethin 3. Am so entstandenen Vinylcyclobutenon kommt es erneut zu einer reversiblen Ringöffnung. Anschließend cyclisiert das Molekül zum Dienon 5, welches in Keto-Enol-Tautomerie zum aromatischen Produkt 6 vorliegt.

## Modifikationen
Durch eine Modifikation der Danheiser-Benzanellierung kann das Vinylketen 2 ausgehend von einem α-ungesättigten Diazoketon 7 durch Wolff-Umlagerung gebildet werden. Dies ermöglicht z. B. die Bildung von polycyclischen Aromaten  und Heteroaromaten.